# Teolo
Teòlo es una comuna italiana, localmente pronunciada Teólo, de 8.779 habitantes, de la provincia de Padua que además forma parte del parque regional de las Colinas Euganeas.

## Geografía
En 1989 se incluyó la mayor parte del territorio comunal dentro del parque regional de las Colinas Euganeas.

## Lugares de interés
- El Museo de Arte Contemporáneo Dino Formaggio. Fue abierto al público en el año 1993 cerca del Palazzetto dei Vicari y contiene obras de Aligi Sassu, Renato Birolli, Fiorenzo Tomea, Italo Valenti, Tono Zancanaro, Carmelo Cappello, Tito Gasparini, Vilim Sveçniak, Gugo Manizer, Sylvain Nuccio y A. Bartolomeo Trombini.

## Evolución demográfica
| Gráfica de evolución demográfica de Teolo entre 1861 y 2001 |
|                                                             |
| Fuente ISTAT - elaboración gráfica de Wikipedia             |